# (948) Jucunda
(948) Jucunda ist ein Asteroid des Hauptgürtels, der am 3. März 1921 vom deutschen Astronomen Karl Wilhelm Reinmuth in Heidelberg entdeckt wurde.
Benannt wurde der Asteroid nach der Heiligenfigur Jucunda von Nikomedia.